# صمیم عنقایی
صمیم عنقایی، استاد دانشگاه فلوریدا و رئیس موسسه نوآوری در قدرت و رانش فضایی دانشگاه فلوریدا است.
تخصص وی در تحقیقات برای استفاده از انرژی هسته‌ای جهت رانش سفینه‌های فضاییست.
او دانش آموختهٔ دانشگاه پهلوی سابق (کارشناسی و کارشناسی ارشد) و دکترای دانشگاه ایالتی پنسیلوانیا است.

## اتهام دزدی از ناسا
در فوریه ۲۰۰۹، عنقایی توسط پلیس فدرال آمریکا متهم به دزدی مبالغ هنگفتی پول از ناسا گردید. اف بی آی دفاتر و آزمایشگاه وی و همسرش را مورد تفتیش قرار داد. همسر وی، سوسن عنقایی، رئیس شرکت New Era Technology یا NETECH است که از ناسا میلیون‌ها دلار دریافت کرده‌است.